# Чудовище от Буско
Чудовището от Буско или Звяр от Буско (на английски: Beast of Busco) е криптид от гр. Чурубуско (Churubusco), окръг Уитли, щата Индиана, САЩ.
Представлява същество, подобно на костенурка, което „тероризирало“ жителите на градчето през 1949 г. Наричали го Оскар и го описвали като костенурка, но по-бързо и злобно. Оскар бил агресивен, като се случвало да напада коли, огради (ако са по-крехки, ги чупело) и дори хора, но много рядко.

## Наблюдения
Фермер го вижда за пръв път, като го описва дълго към 15 фута. Човекът бил уплашен и се скрил в дома си. От там наблюдавал Оскар, докато се отдалечавал.

## Теории
Някои считат, че това е Гигантска Галапагоска костенурка, която е била внесена като малка и поради благоприятния климат се е развила.
Други теории гласят, че това е жив динозавър от вида Анкилозавър.